# Brandon Mechele
Brandon Mechele (* 28. Januar 1993 in Bredene, Flandern) ist ein belgischer Fußballspieler. Er wird meistens in der Abwehrkette eingesetzt und steht seit 2013 beim belgischen Erstligisten FC Brügge unter Vertrag.

## Vereinskarriere
Im Jahr 1999 wechselte Brandon Mechele vom KSV Bredene zum belgischen Rekordpokalsieger FC Brügge in die Jugend und durchlief dort bis 2013 alle Nachwuchsabteilungen. Zur Saison 2013/14 stieg in die erste Mannschaft vom Brügge auf Schon vor seinen offiziellen Aufstieg in die erste Mannschaft gab er in der Meisterschaftsrunde der 1. Division 2012/13 unter Trainer Juan Carlos Garrido am 5. Mai 2013 beim 2:1-Sieg gegen Sporting Lokeren sein Debüt für die erste Mannschaft. In der Meisterschaftsrunde erreichte man den 3. Platz, wodurch man sich für die UEFA Europa League qualifizierte.
Sein richtiges Debüt in der Liga gab er am 26. Juli 2013 beim 2:0-Sieg gegen den Sporting Charleroi und sein internationales Debüt durfte er am 1. August 2013 bei der 1:0-Niederlage gegen Śląsk Wrocław aus Polen in der Europa-League-Qualifikation. Mehr als ein Jahr später am 7. Dezember 2014 erzielte er beim 2:1-Sieg gegen SV Zulte Waregem in der 16. Minute das zwischenzeitliche 1:0 und konnte damit seine Torpremiere für Club Brugge KV bejubeln. Mit diesen Treffer steuert er dazu bei, dass der FC Brügge in der regulären Saison der 1. Division 2014/15 den 1. Platz erreichte. In der Meisterschaftsrunde musste man sich mit der Vizemeisterschaft hinter dem KAA Gent begnügen, wodurch man aber sich für die UEFA Champions League qualifizierte. Sein Champions-League-Debüt gab er unter Trainer Michel Preud’homme am 28. Juli 2015 bei der 1:2-Niederlage gegen Panathinaikos Athen in der Champions-League-Qualifikation. Die Rückrunde der Saison 2016/17 verbrachte er leihweise beim VV St. Truiden.
Sein aktueller Vertrag mit dem FC Brügge aus dem Jahr 2024 läuft bis zum Ende der Saison 2026/27 verlängert.
In der Saison 2021/22 bestritt er 38 von 40 möglichen Ligaspielen für Brügge sowie drei Champions-League-Spiele, fünf Pokalspiele und das gewonnene Spiel um den Supercup. In der nächsten Saison waren es 36 von 40 möglichen Ligaspielen, in denen er zwei Tore schoss, zwei Pokalspiele, acht Spiele in der Champions League und erneut das gewonnene Spiel um den Supercup. In der Saison 2023/24 wurde er bei allen 40 Ligaspielen, in denen er fünf Tore schoss, fünf Pokalspiele und 16 Spiele im Europapokal mit einem Tor. Die Saison endete mit dem Gewinn der belgischen Meisterschaft durch den FC Brügge.
Auch in der Saison 2024/25 wurde er bei allen möglichen 40 Ligaspielen eingesetzt. Diesmal schoss er dabei drei Tore. Hinzu kamen wiederum fünf Pokalspiele, 12 Spiele in der Champions League und das verlorene Spiel um den belgischen Supercup. Mechele gewann mit dem FC Brügge den belgischen Pokal.

## Nationalmannschaftskarriere
Im Jahr 2013 wurde er das erste Mal in die belgische U-21-Nationalmannschaft berufen und spielte bis 2014 insgesamt achtmal für die U-21 der Niederlande. Sein letztes Spiel bestritt er beim 6:0-Sieg gegen Zypen unter Trainer Johan Walem.
Am 13. Oktober 2019 kam er zu seinem ersten Einsatz in der A-Nationalmannschaft. Beim 2:0-Auswärtssieg in der EM-Qualifikation gegen Kasachstan wurde Mechele in der 89. Minute für Thomas Vermaelen eingewechselt.

## Titel und Erfolge
- Belgischer Pokalsieger: 2015, 2024/25
- Belgischer Meister: 2015/16, 2017/18, 2019/20, 2020/21, 2021/22,  2023/24
- Belgischer Superpokalsieger: 2016, 2018 (jeweils nicht im Kader), 2021, 2022